# 阿龙·佩尔索尔
（1983年7月23日—），美國游泳運動員，現居於德克薩斯州奧斯汀。

## 個人背景
比亞素是世界上有名的仰式選手，16歲時首次參加奧運，17歲首次打破游泳世界紀錄。1999年至2008年十次入選美國國家游泳隊。現時男子個人仰式100公尺及200公尺的游泳世界紀錄保持者。
參加過2000年雪梨、2004年雅典及2008年北京奧林匹克運動會，共奪得五金二銀的好成績。
大學時期，比亞素就讀於德克薩斯州大學奧斯汀分校，主修政治，並受訓於從1978年起就執教德克薩斯大學的游泳名教練Eddie Reese。比亞素與世界記錄保持者和奧運金牌泳手加勒特·韋伯-蓋爾、伊恩·克羅克及布蘭登·韓森都曾在他的指導下受訓。
其父親是抵押估价人，母親是一退休的牙科護士。
其姊Hayley Peirsol亦是美國長距離自由式泳手，她是歷史上在1500公尺自由式的時間打破16分鐘的第三位女性。分別在2003年及2007年世錦賽中得1500公尺自由式銀牌及800公尺自由式銅牌。然而，她最近從游泳轉攻三項鐵人，希望競爭2012年奧運。
比亞素在游泳之前曾參加水球、籃球、棒球及足球等體育活動。他平日的喜好是閱讀、衝浪及海灘活動。

## 主要成績
奧林匹克運動會
- 2000年

首次參加奧林匹克運動會，在雪梨奧運以1分57秒35獲得男子200米背泳銀牌，其隊友藍尼‧基里斯保奪得金牌。
- 2004年

雅典奧運中奪得個人男子100米及以200米背泳金牌。
協助美國奪得4x100米混合接力破世界記錄成績奪得金牌。
在8月19日的200米背泳決賽中，比亞素以1分54秒95 破大奧運記錄首先到達終點。
但因在150米轉池時動作違例被取消成績，隨後美國代表團上訴得直，推翻原判奪得個人第二面金牌。
- 2008年

北京奧運中，以52秒54成功衛冕男子100米泳金牌，在200米背泳獲得銀牌。
在4x100米混合接力中，再次協助美國以破世界記錄3分29秒34成績衛冕金牌。
世界游泳錦標賽
- 2001年

奪得男子200米背泳金牌。
- 2003年

破大會紀錄奪得男子100米金牌，隨後再奪得200米背泳金牌。
協助美國破世界記錄3分31秒54奪得奪得4x100米混合接力金牌及4x200米自由泳接力銀牌。
- 2005年

成功衛冕男子100米，再以破世界記錄1分54秒66衛冕200米背泳金牌。
協助美國奪得奪得4x100米混合接力金牌。
- 2007年

破世界記錄以52秒98成為首位成功游出53秒以下的泳手，並以0.52秒領先隊友瑞安·洛赫特，成功衛冕男子100米金牌。
但隨後以0.48秒之差在200米背泳決賽輸給瑞安·洛赫特，只得銀牌。
- 2009年

破世界記錄以1分51秒92奪得男子200米背泳金牌。
在4x100米混合接力中，首段以52秒19破大會記錄，再次協助美國奪得金牌。

## 擔任大使
比亞素是國際最大海洋保護非牟利組織Oceana的發言人，環境保護非牟利組織The Surfrider Foundation及Global Water Foundation的大使之一。